# Casa Rectoral (Sitges)
La Casa Rectoral és una obra amb elements gòtics de Sitges (Garraf) inclosa a l'Inventari del Patrimoni Arquitectònic de Catalunya.

## Descripció
Edifici entre mitgeres articulat en dos cossos d'alçàries diferents, de planta baixa i pis el de la dreta i de planta i dos pisos el de l'esquerra. La façana presenta una distribució irregular de les obertures, emmarcades en pedra. A la planta baixa s'obren tres portes d'arc de mig punt adovellat. La resta d'obertures són rectangulars, llevat d'una finestra del primer pis, d'arc trilobulat. L'interior de la construcció conserva arcs de pedra dels segles xiii i XIV.

## Història
Tot i la manca de documentació relacionada amb l'origen concret d'aquest edifici, la seva ubicació en el nucli més antic de la vila i alguns elements conservats permeten deduir que ja existia en època medieval.
La construcció ha experimentat modificacions diverses al llarg del temps. A l'Arxiu de l'Ajuntament de Sitges es conserva una sol·licitud del 10-8-1883, en la qual el rector F.Trias demanava permís per renovar la façana.